# Революционер (фильм, 1917)
«Революционер» — российский художественный немой фильм, снятый в 1917 году режиссёром Евгением Бауэром. Фильм вышел на экраны 3 апреля 1917 года. Сохранился без надписей.

## История создания
Фильм снимался в Москве в марте 1917 года и был снят за несколько дней. По сюжету в фильме присутствовали снежные поля Якутии. Снег был найден только в Нескучном саду. Приходилось подвозить мокрый снег из Нескучного сада и подсыпать его в пределах кадров картины.

## Сюжет
Революционер со стажем по прозвищу «Дедушка» несколько лет провёл на каторге. После освобождения политических заключённых он возвращается домой. Его сын за эти годы стал студентом и противником войны. Однако старый революционер переубеждает сына. Отец и сын уезжают на фронт добровольцами.

## В ролях
- Иван Перестиани — старый революционер
- Владимир Стрижевский — его сын
- Зоя Баранцевич — его дочь
- Михаил Стальский — умирающий каторжанин
- Константин Зубов — брат старого революционера
- Василий Ильин

## Съёмочная группа
- Режиссёр: Евгений Бауэр
- Сценарист: Иван Перестиани
- Оператор: Борис Завелев
- Продюсер: Александр Ханжонков

## Критика
В газете «Театр» фильм был назван «ярким образчиком агитационной картины». В рецензии было также отмечено: «Содержание оставляет впечатление, но художественная часть оставляет желать многого. Особенно неблагоприятное впечатление оставляет в постановке „север“, который изобразил режиссёр при помощи „домашних“ средств. Тайга была парком, езда на собаках вырезана из какой-то научной картины и т. п. Картину спасают надписи и игра артистов г. Перестиани и г. Стрижевского».
Обозреватель «Театральной газеты» Витольд Ахрамович высоко оценил фильм: «Среди потока революционных лент … эта картина отличается благородством тона и художественностью. Несмотря на очевидную спешность постановки, реж. Е. Бауэр дал несколько очень красивых сцен, трогательных и сильных…».
Историк кино Вениамин Вишневский выделял эту одну из первых картин на революционную тематику из-за «более серьёзной и вдумчивой работы режиссёра и актёров». Другой известный советский историк кинематографа Cемён Гинзбург также выделял «наивный, но искренний фильм „Революционер“, посвящённый героической борьбе революционеров социал-демократов против царизма и не менее героическому их поведению в ссылке».
Культуролог Игорь Смирнов выделял интересный художественный приём в фильме: «Разделение пространства в одном и том же кадре на несколько участков (гетеротопия) могло достигаться и без полиэкрана — за счёт освещения павильона из разных точек (в бауэровском „Революционере“ (1917) свет падает на героя, сжигающего свой архив в ожидании ареста, из-за спины и одновременно вырывается ярким снопом из печи)». Он также обратил внимание на «обескураживающий образчик зрительного возврата — известное полотно Александра Герасимова „И. В. Сталин и К. Е. Ворошилов в Кремле после дождя“ (1938), копирующее сцену из фильма Бауэра „Революционер“ (1917): и там, и здесь две фигуры прогуливаются на фоне решётки, кремлёвских башен и Москва-реки».